# Alamgirpur
Alamgirpur (hindi : अलाम्गिरपुर) est un site archéologique de la civilisation de l'Indus de la période Harappéenne-Bara, dans le district de Meerut, dans l'Uttar Pradesh en Inde, à une cinquantaine de kilomètres au nord-est de New Delhi,. Parmi tous les sites de la civilisation harappéenne, ce lieu est situé le plus à l'est.

## Découvertes
Des poteries harappéennes typiques ont été trouvées et la structure elle-même semble être un magasin de poteries. Des objets en céramique incluant tuiles, assiettes, coupes, vases, dé, perles, morceaux de terre cuite, chariots et des figurines d'un zébu et d'un serpent. Une épée brisée en cuivre a également été trouvée.